# Gehyra xenopus
Gehyra xenopus (крокодилова дтелла) — вид геконоподібних ящірок родини геконових (Gekkonidae). Ендемік Австралії.

## Поширення і екологія
Крокодилові дтелли мешкають на північному заході регіону Кімберлі в Західній Австралії, від Калумбуру на південь до гір Вунаамін-Мілівунді, а також на сусідніх островах. Вони живуть в тріщинах серед пісковикових скель.